# Rhopalocranaus marginatus
Rhopalocranaus marginatus is een hooiwagen uit de familie Manaosbiidae.